# Afganistan na Svjetskom prvenstvu u atletici 2015.
Afganistan je kao član IAAF-a, nastupio na Svjetskom prvenstvu u atletici 2015. u Pekingu, od 22. i 30. kolovoza 2015., s jednim predstavnikom - Waisom Ibrahimom Khairanfeshom, trkačem na 800 metara.

## Rezultati

### Muškarci

#### Trkačke discipline
| Atletičar                | Disciplina | Vrijeme | Vrijeme | Poluzavršnica | Poluzavršnica | Završnica | Završnica |
| Atletičar                | Disciplina | Vrijeme | Plasman | Vrijeme       | Plasman       | Vrijeme   | Plasman   |
| ------------------------ | ---------- | ------- | ------- | ------------- | ------------- | --------- | --------- |
| Wais Ibrahim Khairandesh | 800 metara | 1:59.51 | 8.      | DNA           | DNA           | DNA       | DNA       |

- DNA - nije se kvalificirao